# Parafia św. Jana Pawła II w Sulbinach
Parafia świętego Jana Pawła II w Sulbinach – parafia rzymskokatolicka w dekanacie garwolińskim diecezji siedleckiej. Erygowana 1 lipca 2011 przez ordynariusza diecezji siedleckiej biskupa Zbigniewa Kiernikowskiego.
Terytorium parafii obejmuje część Garwolina, Sulbiny, Rudę Talubską, Pałędź (część Czyszkówka), Mierżączkę oraz Sławiny.